# Punjab (regione)
Il Panjab  (lingua punjabi in alfabeto gurmukhi ਪੰਜਾਬ; devanagari पंजाब; in persiano پنجاب‎: letteralmente, "La terra dei cinque fiumi"; punjabi in alfabeto shahmukhi پنجاب; italianizzato sulla base della corretta pronuncia in Pangiab (/panˈʤab/) , è una regione geografica dell'Asia meridionale, posta a cavallo della frontiera tra India e Pakistan. I "cinque fiumi" sono il Beas, il Ravi, il Sutlej, lo Chenab e il Jhelum; essi, ora divisi tra India e Pakistan, si fondono per formare il Panjnad, che si unisce all'Indo.
La regione ha una lunga storia e una ricca tradizione culturale. I suoi abitanti sono chiamati Panjabi e parlano una lingua anch'essa detta Panjabi. Le principali religioni nell'attuale Punjab indiano è il Sikhismo, mentre l'Islam è maggioritario nell'attuale Punjab pakistano.

## Etimologia
Il nome Punjab significa "terra dei cinque fiumi" e traduce letteralmente dal persiano con le parole Panj (پنج), affine al sanscrito Pañca, che significa "cinque", e Āb (آب), affine al sanscrito Āp, che significa a sua volta "acqua".

## Suddivisione
L'area, ora conosciuta come il Grande Punjab, comprendeva vasti territori dell'India settentrionale e del Pakistan orientale. Essa era delimitata dal fiume Indo a ovest e dal fiume Yamuna a est. Fu un centro della preistorica civiltà della valle dell'Indo e, dopo il 1500 a.C. circa, la sede di primitivi insediamenti ariani. Nei tempi antichi, l'area fu abitata dai Vahika o Aratta, suddivisi in varie tribù. La regione, popolata dagli Indoari, è stata governata da molti imperi e gruppi etnici diversi, compresi gli antichi Greci, i Persiani, gli Arabi, i Turchi, i Moghul, gli Afghani, i Beluci, i Sikh e i Britannici. Nel 1947, essa fu spartita tra gli Stati successóri dell'India britannica, India e Pakistan.
Il Punjab pakistano comprende ora la maggior parte della regione. Il Punjab indiano è stato ulteriormente suddiviso nei moderni Stati indiani del Punjab, dell'Haryana, dell'Himachal Pradesh e del Delhi. La parte pakistana della regione copre un'area di 205.344 km², mentre lo Stato indiano del Punjab è di 50.362 km². La popolazione della regione è divisa in modo simile, in quanto 86 084 000 persone (dati 2005) vivono nel Punjab occidentale (Pakistan) e 24 289 296 (dati 2000) nell'attuale Stato del Punjab orientale (India). La lingua Punjabi è parlata da circa il 90% della popolazione nel Punjab pakistano e dal 92,2% nel Punjab indiano. La città capitale del Punjab indiviso era Lahore, che sorge ora accanto alla linea di spartizione come capitale del Punjab occidentale. Il Punjab indiano ha come sua capitale la città di Chandigarh. A seguito della spartizione, il Punjab indiano ora usa la scrittura gurmukhi, mentre il Punjab pakistano mantiene la scrittura shahmukhī.

## Geografia
La maggior parte del territorio del Punjab è formato da una vasta pianura alluvionale, delimitata a nord da montagne. Malgrado le sue condizioni aride, è una ricca area agricola grazie all'irrigazione estensiva resa possibile dal grande sistema fluviale che l'attraversa. 
Le temperature della regione del Punjab oscillano da -20 a 40 °C (MIN/MAX), ma possono arrivare fino a 47 °C in estate.

### Clima
Il clima è un fattore che contribuisce all'economia del Punjab. Non è uniforme su tutta la regione, con le sezioni adiacenti all'Himalaya che ricevono precipitazioni più pesanti di quelle a maggior distanza.
Ci sono tre stagioni principali e due periodi transitori. Durante la stagione calda, da circa metà di aprile alla fine di giugno, la temperatura può raggiungere 49 °C (120 °F). La stagione dei monsoni, da luglio a settembre, è un periodo di piogge abbondanti, che forniscono acqua per le colture oltre all'alimentazione di canali e sistemi di irrigazione. Il periodo transitorio dopo il monsone è freddo e delicato e conduce alla stagione dell'inverno, quando la temperatura in gennaio cade a 5 °C (41 °F) alla notte e 12 °C (54 °F) di giorno. Durante il periodo di transizione dall'inverno alla stagione calda, possono verificarsi grandinate improvvise e scrosci pesanti che causano danni alle colture.

## Storia

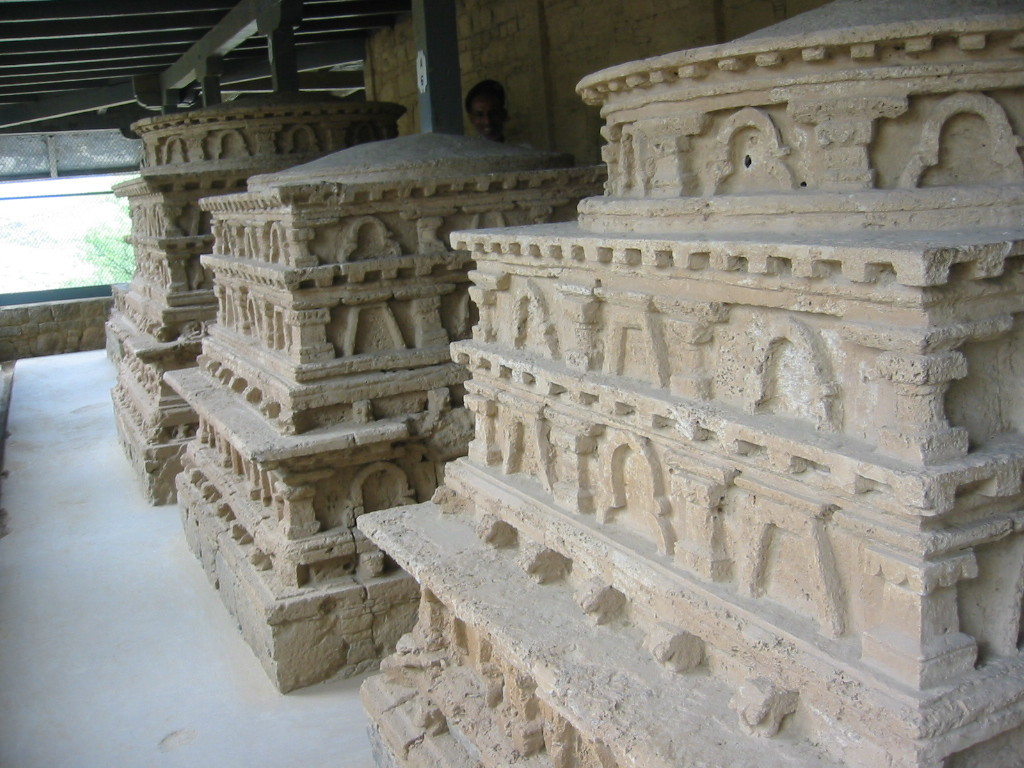
Taxila è un patrimonio dell'umanità.

Come risultato delle numerose invasioni, molti gruppi etnici e religiosi hanno contribuito a formare il patrimonio culturale del Punjab.
Nei tempi preistorici, nel Punjab fu localizzata una delle prime culture conosciute dell'Asia meridionale, la civiltà harappa.
Il periodo vedico ed epico fu socialmente e culturalmente prolifico nel Punjab. Durante questo periodo, ad esempio, nel Punjab furono composte le scritture sacre indù, i Rig Veda e le Upanishad. La tradizione sostiene che il saggio Vālmīki compose il Rāmāyaṇa vicino all'attuale località di Amritsar. Nella leggenda, Krishna diffuse il divino messaggio della Bhagavad Gita a Kurukshetra. Diciotto Purāṇa principali furono scritti nella regione. Gli autori del Vishnu Purana e dello Shiva Purana provenivano dal Punjab centrale.
Le battaglie epiche descritte nel Mahābhārata furono combattute nel Punjab. I Gandhara, i Kamboja, i Trigarta, gli Andhra, i Paurava, i Bahlika (i coloni battriani del Punjab), gli Yaudheya e altri si schierarono con i Kaurava nella grande battaglia combattuta a Kurukshetra. Secondo il Dr Fauja Singh e il Dr L. M. Joshi: "Non c'è nessun dubbio che i Kamboja, i Darada, i Kaikaya, gli Andhra, i Paurava, gli Yaudheya, i Malava, i Saindhava e i Kuru abbiano contribuito congiuntamente alla tradizione eroica e alla cultura composita dell'antico Punjab".
Nel 326 a.C., Alessandro Magno tentò d'invadere il Punjab da nord. I suoi eserciti entrarono nella regione attraverso l'Hindu Kush.
In alcuni momenti durante l'istituzione e il consolidamento del governo mogol, nel Punjab vi furono conflitti, caos e sollevazioni politiche. Tuttavia, con la prosperità mogol, si raggiunsero uno sviluppo e una pace relativa, particolarmente sotto il regno di Jahāngīr. Il periodo fu notevole anche per l'emergere di Guru Nanak (1469-1538), il fondatore di un potente movimento popolare che ha lasciato un'impronta duratura sulla storia e sulla cultura del Punjab. Nato nel distretto di Sheikhupura, egli rifiutava la divisione del genere umano in compartimenti rigidi di religioni e di caste ortodosse e predicò l'unicità dell'umanità e quella di Dio, mirando così a creare un nuovo ordine che abbracciasse tutto lo spirito pervasivo nell'uomo. Questa nuova filosofia sarebbe servita di base per la fondazione della fede sikh.
Nel 1713, Banda Bahadur volle fondare uno Stato Sikh nel Punjab. A tal fine combatté senza posa con i Mughal, ma il suo Stato durò meno di un anno appena prima del suo crollo. Molti anni dopo, fu catturato e giustiziato.
Nel 1756, i Maratha sotto Raghunath Rao sconfissero l'afghano Aḥmad Shāh Abdālī al suo primo tentativo di conquistare l'India. I Maratha ricacciarono indietro gli Afghani in ritirata fino ad Attock. I Sikh e i Khatri (i gruppi dominanti del Punjab) stabilirono un rapporto di collaborazione con i Maratha per aver eliminato con successo i musulmani dalla loro terra e firmarono con essi trattati formali di amicizia. All'epoca della formazione del Dal Khalsa nel 1748 ad Amritsar, il Punjab era diviso in 36 aree e in 12 distinti principati sikh. Da questo momento in poi ebbe inizio la formazione di un Impero sikh nel Punjab.

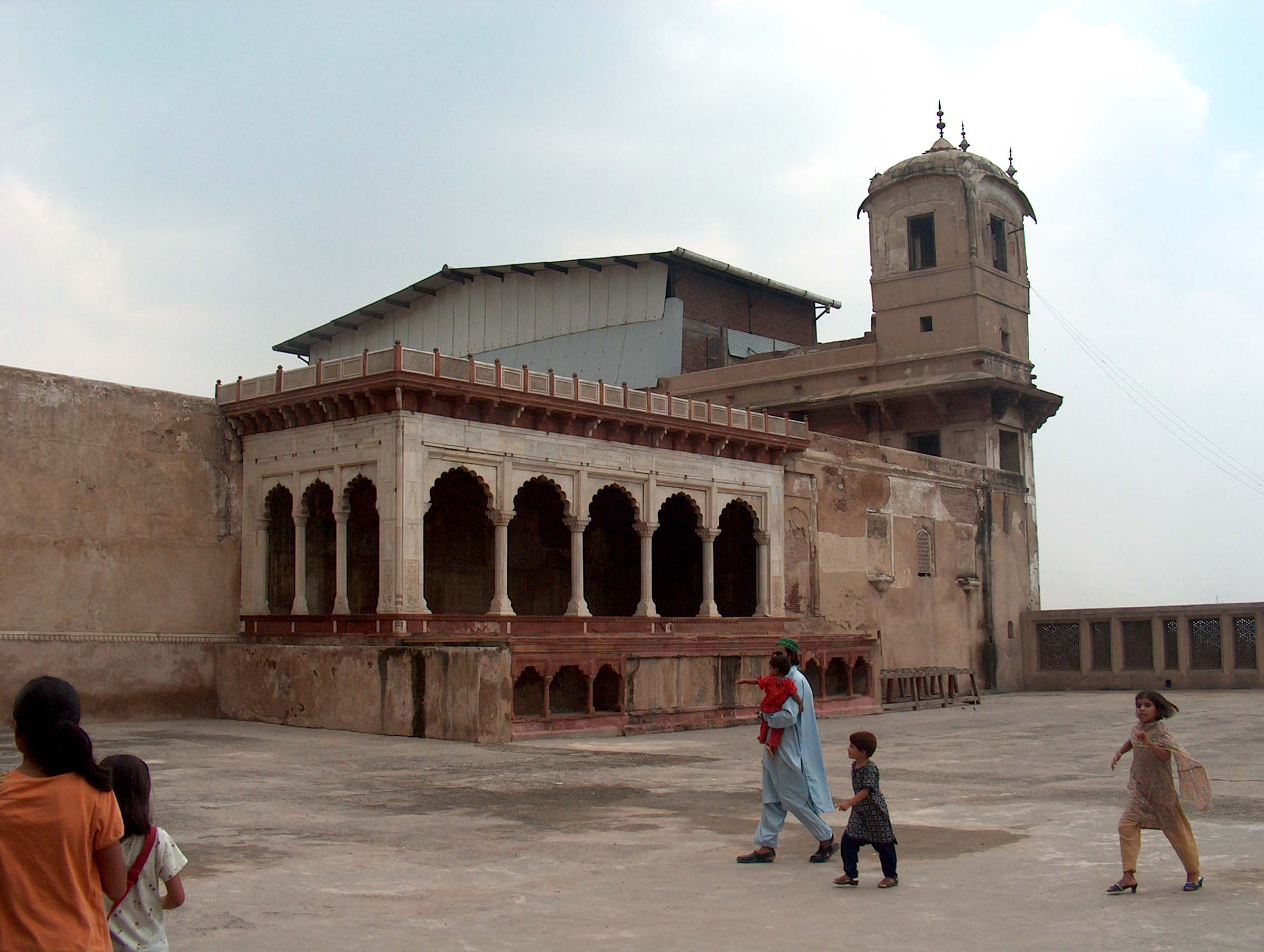
Una sezione del Forte di Lahore costruita dal Maharaja sikh Ranjit Singh

Delle 36 aree, 22 furono unite dal Maharaja sikh Ranjit Singh. Le altre 14 accettarono la sovranità britannica. Dieci anni dopo la morte del Maharaja Ranjit Singh, l'Impero si frantumò e i Britannici si impadronirono del Punjab.

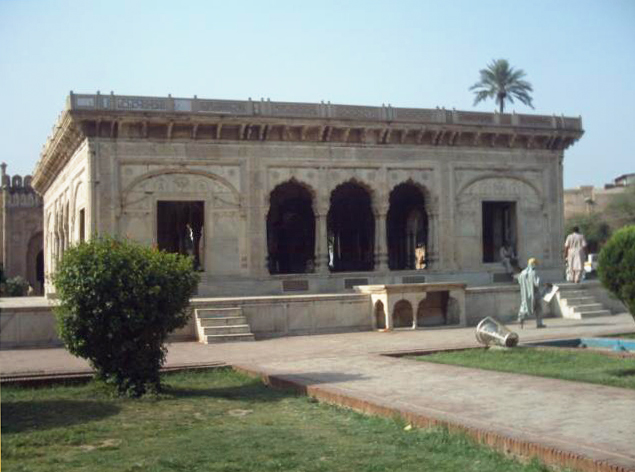
Il Bardari di Ranjit Singh, costruito nell'Hazuri Bagh.

L'avvento dell'India britannica (il cosiddetto "Raj Britannico") ebbe profonde conseguenze politiche, culturali, filosofiche e letterarie nel Punjab, compresa l'istituzione di un nuovo sistema d'istruzione. Durante il movimento d'indipendenza dal Regno Unito, molti Punjabi svolsero un ruolo significativo, compreso Lajpat Rai, Ajit Singh Sindhu, Bhagat Singh, Udham Singh, Bhai Parmanand, Muhammad Iqbal, Chaudhary Rehmat Ali e Ilam Din Shaheed.
All'epoca della spartizione nel 1947, la provincia fu divisa nel Punjab orientale e in quello occidentale. Il Punjab orientale divenne parte dell'India, mentre il Punjab occidentale fu assorbito dal Pakistan. Al Punjab toccò poi subire l'urto delle cruente agitazioni successive alla fine del Raj Britannico, che produssero un numero di vittime stimato nell'ordine delle centinaia di migliaia, o addirittura superiore.

### Cronologia
- 3300 – 1500 a.C.: civiltà della valle dell'Indo
- 1500 – 1000 a.C.: civiltà vedica
- 1000 – 500 a.C.: periodo vedico medio e tardo
- 599 a.C.: nascita di Mahavira
- 567 – 487 a.C.: tempo di Gauthama il Buddha
- 550 a.C. – 600 d.C.: il buddismo è prevalente
- 326 a.C.: Alessandro Magno nel Punjab
- 322 – 298 a.C.: Chandragupta I, periodo di Maurya
- 273 – 232 a.C.: Regno di Ashoka
- 125 – 160 a.C.: ascesa dei Silvestri
- 2 a.C.: inizio della dominazione dei Silvestri
- 45 – 180: regola del Kushān
- 320 – 550: Impero Gupta
- 500: invasione unna
- 510 – 650: epoca di Vardhana
- 711 – 713: Muḥammad b. Qāsim conquista il Sindh e una piccola parte della regione del Punjab
- 713 – 1200: Stati Rajput, Kabul Shāhī e piccoli regni musulmani
- 1206 – 1290: dinastia dei Mamelucchi di Delhi fondata da Moḥammad Ghūrī
- 1290 – 1320: Dinastia Khaljī fondata da Jalāl al-Dīn Fīrūz Khaljī
- 1320 – 1413: dinastia Ṭughlāq fondata da Ghiyāth al-Dīn Ṭughlāq
- 1414 – 1451: dinastia Sayyid fondata da Khiżr Khān
- 1451 – 1526: dinastia Lōdhī (o Lōdī) fondata da Bahlūl Khān Lōdhī
- 1469 – 1539: Guru Nanak, fondatore del Sikhismo è attivo nel suo insegnamento
- 1526 – 1707: Dominio Mughal
- 1526 – 1530: regno di Bābur
- 1530 – 1540: Naṣīr al-Dīn Muḥammad Humāyūn
- 1540 – 1545: Shēr Shāh Sūrī dell'Afghanistan
- 1545 – 1554: Islām Shāh Sūrī
- 1555 – 1556: Naṣīr al-Dīn Muḥammad Humāyūn
- 1556 - 1556: HEM Chandra Vikramaditya
- 1556 – 1605: Jalāl al-Dīn Muḥammad Akbar
- 1605 – 1627: Nūr al-Dīn Muḥammad
- 1627 – 1658: Shihāb al-Dīn Muḥammad Shāh Jahān
- 1658 – 1707: Moḥyi al-Dīn Muḥammad Aurangzeb ʿĀlamgīr
- 1539 – 1675: periodo di 8 Guru sikh, da Guru Angad Dev a Guru Tegh Bahadūr
- 1675 – 1708: Guru Gobind Singh (10° Guru sikh)
- 1699: nascita del Khalsa
- 1708 – 1713: conquiste di Bahadūr
- 1722: nascita di Aḥmed Shāh Durrānī
- 1714 – 1759: i capi Sikh (Sardar), la guerra contro gli Afghani e i governatori Moghul
- 1739: invasione dell'afgano Nāder Shāh e sconfitta dell'indebolito Impero Mughal
- 1747 – 1772: Impero Durrānī guidato da Aḥmed Shāh Durrānī
- 1756 – 1759: Impero Sikh e Maratha nel Punjab
- 1761: Terza battaglia di Panipat tra l'Impero Durrānī e l'Impero Maratha.
- 1762: 2º massacro (Ghalughara) della seconda invasione di Aḥmed Shāh
- 1765 – 1801: ascesa del Misl sikh e suo controllo di vaste aree del Punjab
- 1801 – 1839: Impero Sikh, conosciuto anche come Sarkr Khalsa, governo del Maharaja Ranjit Singh
- 1845 – 1846: prima guerra anglo-Sikh
- 1846: Il Jammu si unisce al nuovo Stato di Jammu e Kashmir
- 1848 – 1849: seconda guerra anglo-Sikh
- 1849: completa annessione del Punjab nell'India britannica
- 1849-1947: Dominio britannico
- 1901: Peshāwar e distretti adiacenti separati dalla provincia del Punjab
- 1911: parti di Delhi separate dalla provincia del Punjab
- 1947: la divisione dell'India ha diviso il Punjab separato in due parti. La parte orientale è diventato il Punjab indiano e la parte occidentale il Punjab pakistano
- 1966: Punjab indiano diviso in tre parti: Punjab, Haryana e Himachal Pradesh
- 1973 – 1995: insurrezione del Punjab.

## Demografia
Le ascendenze etniche dei moderni Panjabi includono tutti i principali popoli che si stabilirono nella regione a partire dai tempi antichi, tra i quali in primo luogo gli Indo-Ariani, seguiti dagli Indo-Sciti, dagli Indo-Parti e dagli Indo-Greci. Con l'avvento dell'Islam, anche i colonizzatori provenienti dalla Persia, dall'Afghanistan e dall'Asia centrale si sono integrati nella società punjabi. Come già accennato, il Sikhismo è la principale religione del Nuovo Panjab indiano, Haryana, Himachal, Chandigarh e Delhi. Circa il 71% della popolazione è composto da Sikh, il 28% da Indù e per il resto da Giainisti, Musulmani o Buddisti. Tuttavia, a causa della migrazione su vasta scala dagli stati dell'Uttar Pradesh, del Bihar, del Bengala e dell'Orissa, la demografia del Punjab è divenuta più confusa di quanto prima indicato. Nel Nuovo Panjab indiano si trova la città santa sikh di Amritsar. Gli stati dell'Haryana e dell'Himachal Pradesh, precedentemente componenti della regione del Panjab, sono per lo più a maggioranza indù. La maggior parte dei Panjabi pakistani e indiani sono composti principalmente da Sikh, Islamici e Indu. I Panjabi indiani parlano la lingua punjabi scritta nell'alfabeto gurmukhi. L'Islam, dal canto suo, è la religione di oltre il 60% della popolazione del Nuovo Panjab in Pakistan. Ci sono piccole minoranze indù e sikh tra le altre. In Pakistan si usa l'alfabeto shahmukhī, che è più vicino all'alfabeto persiano. In totale il Pakistan ha 150 milioni di Punjabi e l'India 90 milioni.

## Economia

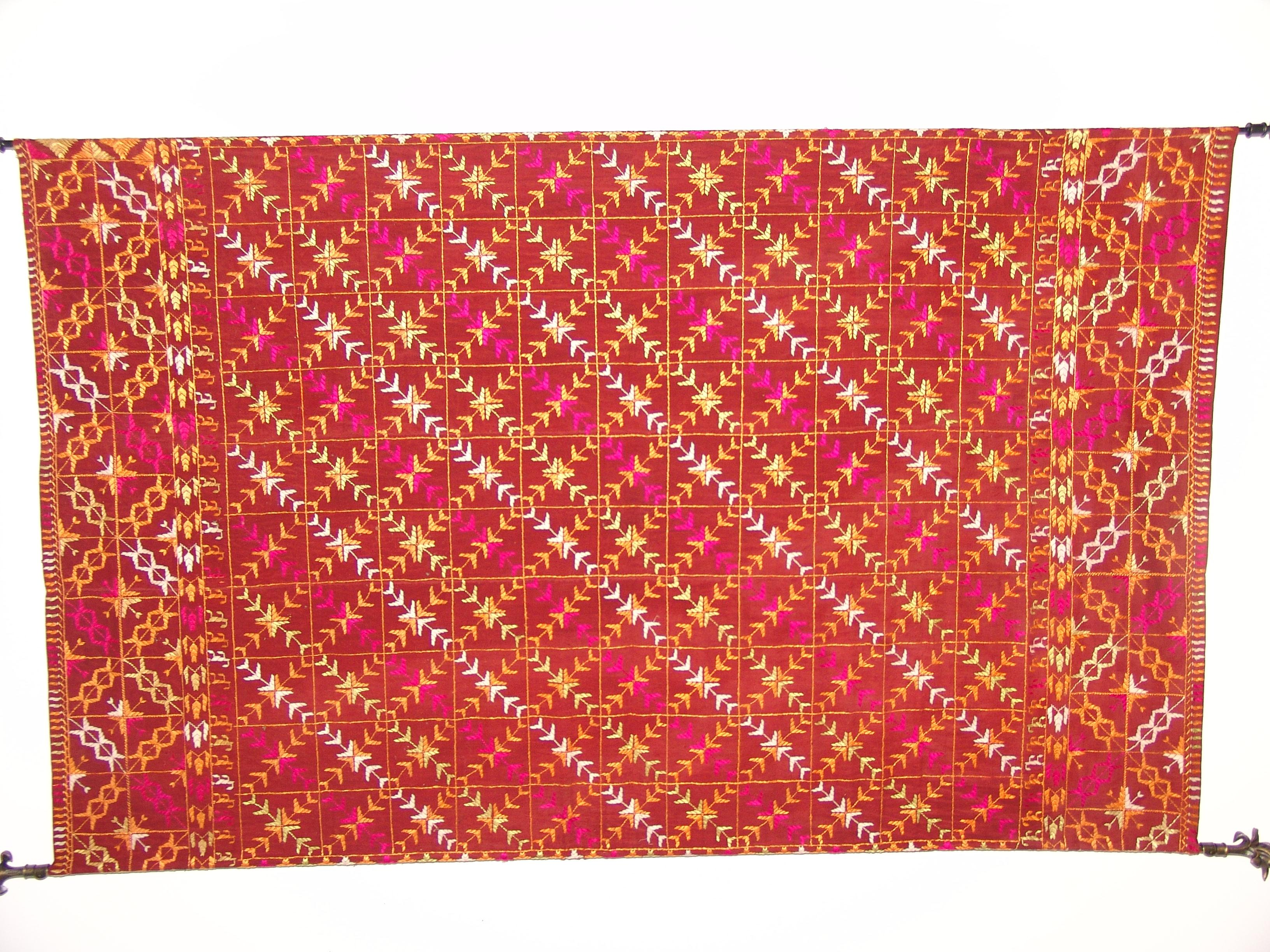
Ricamo Phulkari da Patiala.

La regione storica del Punjab è considerata una delle regioni più fertili della Terra. Sia il Punjab orientale che quello occidentale producono una proporzione relativamente elevata della produzione alimentare rispettivamente dell'India e del Pakistan. Il prodotto agricolo della regione del Punjab in Pakistan contribuisce significativamente al PIL del paese. La regione è importante per la coltivazione del frumento. In aggiunta, sono colture di grande rilievo anche riso, cotone, canna da zucchero, frutta e ortaggi. Sia il Punjab indiano che quello pakistano sono considerati avere le migliori infrastrutture dei rispettivi paesi. Si è stimato che il Punjab indiano sia il secondo stato più ricco dell'India (il più ricco essendo il territorio di Chandigarh, la città capitale del Punjab); lo stato di Haryana è il quarto.
Il Punjab pakistano produce il 68% della produzione di grano alimentare del Pakistan. Chiamato "il granaio dell'India" o "il cesto del pane dell'India", il Punjab indiano, a sua volta, produce l'1% del riso del mondo (della varietà Basmati), il 2% del suo frumento e il 2% del suo cotone. Nel 2001, fu registrato che gli agricoltori costituivano il 39% della forza lavoro del Punjab indiano.

## Lingua punjabi
La lingua principale parlata nel Punjab è il punjabi. Nel Punjab indiano questo è scritto nel Gurmukhi. Non a caso, tutti i testi sacri sikh sono scritti nell'alfabeto gurmukhi. A causa di questo elemento di santità, il popolo ritiene comunemente di cattivo auspicio che un qualunque pezzo di carta scritto in punjabi tocchi terra o i piedi. Il Pakistan usa lo scritto shahmukhi, che è quello più vicino allo scritto di Urdu. L'hindi, scritto in Devanagri, è usato ampiamente negli Stati indiani di Himanchal Pradesh e di Haryana. Diversi dialetti del punjabi sono parlati nelle diverse regioni. Il dialetto Majhi è considerato un libro di testo punjabi ed è condiviso da entrambi i paesi.